# ヴァレリオ・ベルナド
ヴァレリオ・ベルナド（Valerio Bernabò、1984年3月3日 - ）は、イタリアのラグビーユニオン選手。

## プロフィール
- イタリア・ドーロ出身[1]。
- 現役時代のポジションはロック(LO)。
- 身長 198cm、体重 112kg
- イタリア代表通算キャップ数は33（2025年5月現在）でラグビーワールドカップ2007・ラグビーワールドカップ2011・ラグビーワールドカップ2015のイタリア代表に選ばれた[2]。

## 略歴
カルヴィザーノ、CAブリーヴ、カルヴィザーノ、ラグビー・ローマ・オリンピック・クラブ1930、ベネットン・トレヴィーゾを経て、2014年、ゼブレに加入。
2018年、現役を引退した。